# Martina Peterlini
Martina Peterlini (* 24. Oktober 1997 in Rovereto, Trentino) ist eine italienische Skirennläuferin. Sie gehört aktuell dem A-Kader des italienischen Skiverbandes an und ist auf die technischen Disziplinen Slalom und Riesenslalom spezialisiert.

## Biografie
Martina Peterlini stammt aus einer Familie von Skilehrern und begann im Alter von zwei Jahren mit dem Skifahren. Sie besuchte die Sportoberschule Mals im Vinschgau, mit der sie zwecks Konditionstraining nach wie vor zusammenarbeitet. Peterlini startet für die Gruppo Sportivo Fiamme Oro Moena und studiert an der Freien Universität Bozen (Standort Bruneck) Tourismus und Management.
Im Januar 2014 bestritt sie in Abetone ihre ersten beiden FIS-Rennen. Nach einigen Verletzungen im Jugendalter konzentrierte sie sich von Anfang an auf die technischen Disziplinen Slalom und Riesenslalom. Nach zwei Jahren mit mäßigen Ergebnissen feierte sie im April 2016 im Slalom von Solda ihren ersten Sieg. Im Dezember 2016 gab sie in Andalo ihr Debüt im Europacup, startete aber erst ein Jahr später regelmäßig in diesem Bewerb und erreichte mit Rang sieben in Funäsdalen sogleich einen ersten Spitzenplatz. Nach einigermaßen konstanten Resultaten startete sie im Januar 2018 in ihrer Paradedisziplin bei den Juniorenweltmeisterschaften in Davos und belegte Rang fünf.
Am 20. Dezember 2017 gab Peterlini beim Parallelrennen in Courchevel ihr Weltcup-Debüt, konnte sich aber nicht für das eigentliche Rennen qualifizieren. Ab der Saison 2018/19 startete sie regelmäßig sowohl im Weltcup als auch im Europacup. Während sie im Europacup mehrere Top-10-Ergebnisse einfuhr, konnte sie im Weltcup nicht anschreiben. Das änderte sich im folgenden Winter. Bereits beim Saisonstart in Levi klassierte sie sich auf Rang 26, in Zagreb und Kranjska Gora belegte sie die Plätze 14 und 18. Zudem gelangen ihr in Hasliberg und Bad Wiessee ihre ersten beiden Siege im Europacup, die sie in der Slalomwertung auf Rang drei brachten.
Im Februar 2021 nahm Peterlini an den Weltmeisterschaften in Cortina d’Ampezzo teil und belegte im Slalom Rang 19. Zwei Wochen später gelang ihr als Siebte in Jasná das erste Spitzenergebnis im Weltcup. Bei einem Europacup-Slalom im Ahrntal erlitt sie Mitte Dezember 2021 eine schwere Knieverletzung und fiel daraufhin über ein Jahr lang aus. Den Anschluss an die Weltspitze fand sie erst im Winter 2023/24 wieder.

## Erfolge

### Weltmeisterschaften
- Cortina d’Ampezzo 2021: 19. Slalom
- Saalbach-Hinterglemm 2025: 14. Team-Kombination, 22. Slalom

### Weltcup
- 2 Platzierungen unter den besten zehn

### Weltcupwertungen
| Saison  | Gesamt | Gesamt | Slalom | Slalom |
| Saison  | Platz  | Punkte | Platz  | Punkte |
| ------- | ------ | ------ | ------ | ------ |
| 2019/20 | 83.    | 36     | 29.    | 36     |
| 2020/21 | 72.    | 54     | 28.    | 54     |
| 2021/22 | 100.   | 25     | 37.    | 25     |
| 2023/24 | 60.    | 116    | 20.    | 116    |

### Europacup
- Saison 2018/19: 7. Slalomwertung
- Saison 2019/20: 2. Parallelwertung, 3. Slalomwertung
- 4 Podestplätze, davon 2 Siege:

| Datum            | Ort         | Land        | Disziplin |
| ---------------- | ----------- | ----------- | --------- |
| 24. Januar 2020  | Hasliberg   | Schweiz     | Slalom    |
| 29. Februar 2020 | Bad Wiessee | Deutschland | Slalom    |

### Juniorenweltmeisterschaften
- Davos 2018: 5. Slalom

### Weitere Erfolge
- 6 Siege in FIS-Rennen